# Robert III av Skottland
Robert III Stuart, född cirka 1337, död 4 april 1406, kung av Skottland från 1390 till sin död, son till Robert II Stuart, gift med Annabella av Stobhall, med vilken han fick sonen Jakob I.